# Валкендорф
Валкендорф (њем. Walkendorf) општина је у њемачкој савезној држави Мекленбург-Западна Померанија. Једно је од 62 општинска средишта округа Гистров. Према процјени из 2010. у општини је живјело 507 становника. Посједује регионалну шифру (AGS) 13053091.

## Географски и демографски подаци
Валкендорф се налази у савезној држави Мекленбург-Западна Померанија у округу Гистров. Општина се налази на надморској висини од 24 метра. Површина општине износи 27,7 km². У самом мјесту је, према процјени из 2010. године, живјело 507 становника. Просјечна густина становништва износи 18 становника/km².